# Fasciatura
Le fasciature e i bendaggi consistono nell'applicazione sul corpo, in diversi modi e con diverse finalità, di strisce di tessuto chiamate bende.
Una benda è un materiale usato per supportare uno strumento medico come appunto la fasciatura o l'ingessatura. Oltre alle bende adesive, le più comuni sono probabilmente le fasce a nastro, ma all'occorrenza le fasciature possono essere utilizzate secondo i bisogni.
Nel linguaggio comune la parola "benda" è utilizzata anche per intendere una fasciatura, nonostante tecnicamente si tratti di due cose diverse.

## Fasciatura a pressione
La fasciatura a pressione (o bendaggio compressivo) è un tipo di fasciatura volto a ridurre il flusso di sangue in una particolare area del corpo applicandovi una pressione. Viene utilizzato spesso in situazioni di emergenza/urgenza e pertanto viene insegnato nella maggior parte dei corsi di primo soccorso.
Normalmente si utilizza nel caso in cui il paziente presenti un'emorragia abbastanza sostanziosa (solitamente venosa, non arteriosa che invece richiederebbe probabilmente un laccio emostatico) e difficile da arrestare. 
Si tratta del terzultimo step nella scala del soccorso ad un'emorragia (comprimere con la mano, alzare sopra il livello del cuore, fasciatura compressiva, comprimere l'arteria a monte dell'arto ferito, laccio emostatico)
Come effettuare un bendaggio compressivo
Per effettuare una fasciatura a pressione è necessario avere a disposizione una benda ed uno spessore (che potrebbe essere un altro rotolo di benda ancora da aprire oppure una garza arrotolata o un cellulare vecchio stile o qualunque altro oggetto di forma più o meno rettangolare che sia spesso almeno 2–3 cm e lungo 6–7 cm).
Una volta individuata la ferita la copriamo con delle garze sterili, allora applichiamo il nostro oggetto spesso sulla ferita, sopra le garze, in modo che sia parallelo all'arto. Poi cominciamo a bendare l'arto partendo da valle (la mano se si tratta dell'avambraccio) stando attenti a tirare il più possibile la benda nel momento in cui passeremo sopra il nostro spessore che rallenterà così l'afflusso del sangue alla ferita.
Dopo aver effettuato il bendaggio sarà sicuramente necessario portare comunque il paziente d'urgenze all'ospedale. 
Si consiglia di annotarsi l'ora in cui è stato effettuato il bendaggio, in modo tale da poterlo riferire al medico nel caso in cui il bendaggio fosse particolarmente stretto.

## Fasciatura a triangolo
Una fasciatura a triangolo è un pezzo di stoffa tagliato a triangolo rettangolo impiegata per sostegno, come nel caso di un braccio al collo, o una fasciatura a pressione. Può essere impiegata anche come cerotto, come viene spesso definita, o come ingessatura temporanea o fascia per la testa.

## Bendaggio alla Desault
Una tecnica di fasciatura usata nella lussazione della spalla, che prende il nome dall'omonimo ortopedico francese. Può essere utilizzata anche nei casi di fratture della scapola e di fratture dell'estremo prossimale dell'omero. Il bendaggio di Desault prevede il mantenimento del braccio addotto al fianco, con il gomito flesso e l'avambraccio pronato e poggiato sul ventre.